# Territorialprälatur Santo Cristo de Esquipulas

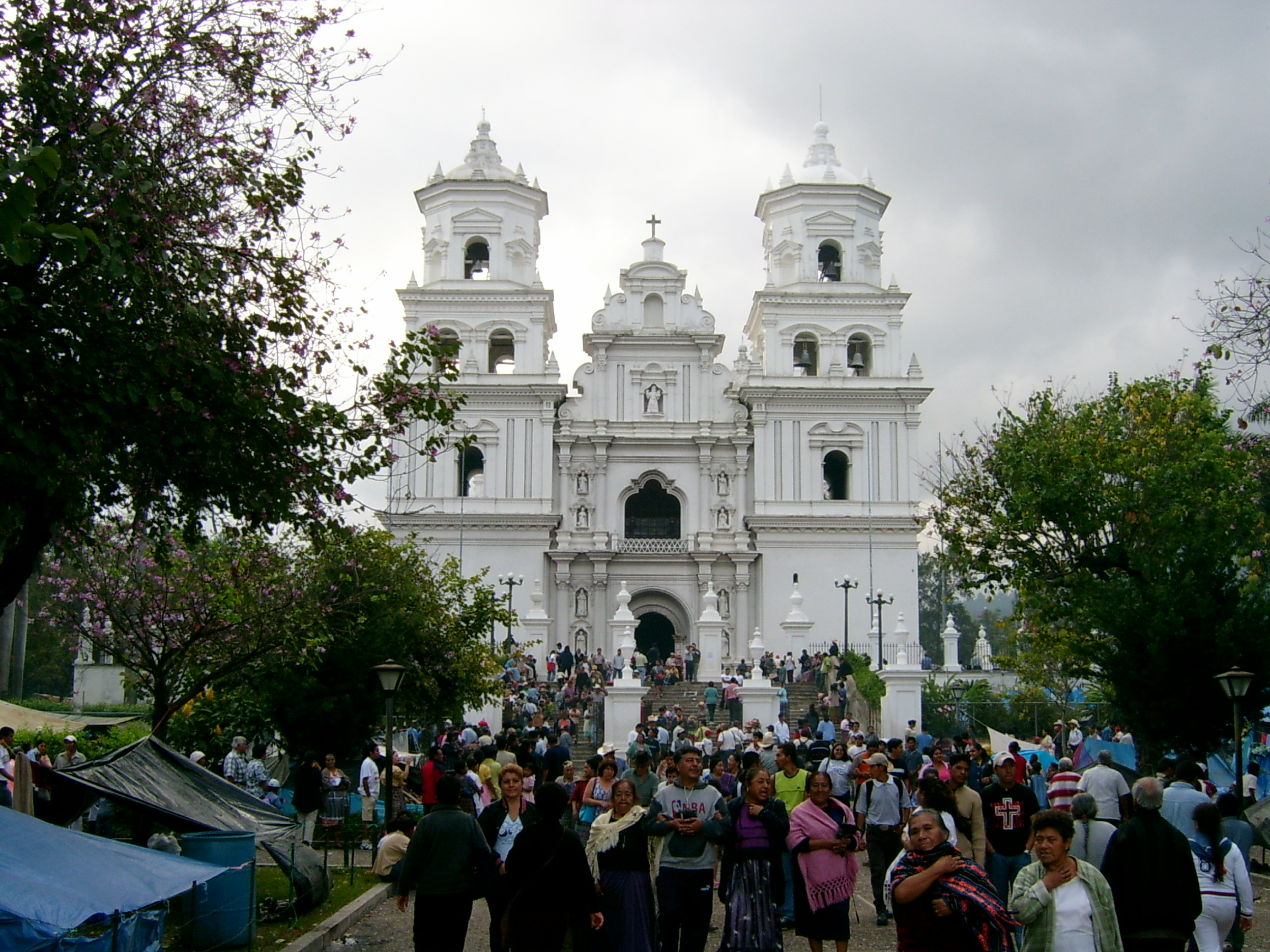
Basílica del Cristo Negro de Esquipulas

Die Territorialprälatur Santo Cristo de Esquipulas (lateinisch Praelatura territorialis Sanctissimi Domini Nostri Iesu Christi de Esquipulas) ist in Guatemala gelegene römisch-katholische Territorialprälatur mit Sitz in Esquipulas. Sie umfasst die Municipio Esquipulas im guatemaltekischen Departamento Chiquimula.

## Geschichte
Papst Pius XII. gründete sie am 21. November 1957 durch mit der Apostolischen Konstitution Cum Christus aus Gebietsabtretungen des Bistums Zacapa. Ursprünglich teilte sie sich mit dem Erzbistum Guatemala aeque principaliter den Bischof.
Aufgrund der Bulle Qui pro munere Johannes Pauls II. teilt sie sich seit dem 24. Juni 1986 mit dem Bistum Zacapa aeque principaliter den Bischof.

## Prälaten von Santo Cristo de Esquipulas
- Mariano Rossell y Arellano (1956–1964)
- Mario Casariego y Acevedo CRS (1964–1983)
- Próspero Penados del Barrio (1983–1986)

Seit 1986 ist die Eigenständigkeit der Territorialprälatur aufgehoben. Ordinarien sind seither die Bischöfe des Bistums Zacapa y Santo Cristo de Esquipulas.